# Monasterio de Santa María de Nogales
El monasterio de Santa María de Nogales (denominado también como Real Monasterio de Santa María de Nogales) fue un cenobio femenino cisterciense ubicado en la comarca de Valdería en la provincia de León, a una decena de kilómetros de La Bañeza construido durante la segunda mitad del siglo XII. Se encuentra en las cercanías del municipio de San Esteban de Nogales, a orillas del Río Eria afluente del Órbigo. A comienzos del siglo XXI se encuentra en avanzado estado de ruina del que apenas se averigua su primigenia distribución. Estuvo vinculado desde sus inicios al Monasterio de Santa María de Moreruela de la orden cisterciense.

## Historia
El 14 de mayo de 1149, el emperador Alfonso VII de León donó al noble Vela Gutiérrez y a su esposa, Sancha Ponce de Cabrera, con motivo de su boda, la Villa de Nogales en pago a los servicios prestados a la corona. Desde sus inicios este monasterio se regirá según la regla benedictina. En abril de 1150, el matrimonio donó la villa de Nogales a Aldara Pérez, abadesa del Monasterio de San Miguel de Bóveda en Orense para que ahí se fundara un monasterio con monjas del monasterio gallego. En una bula firmada por el papa Alejandro III, y que data del año 1162, ya se menciona a Santa María de Nogales junto a otros monasterios cistercienses al igual que Espinareda, Montes, Carracedo, Almázcara, Castañeda. Dando con ello fe documental de la red de monasterios existentes en el norte de la provincia de Zamora a finales del siglo XII.
A la muerte de Vela Gutiérrez el 4 de noviembre de 1160, antes de haber finalizado su edificación, las monjas devuelven la donación a su viuda, Sancha Ponce de Cabrera, quien en 1164 dona el monasterio a las propiedades de Santa María de Moreruela, propiedad de su padre Ponce Giraldo de Cabrera (Príncipe de Zamora). Los monjes de Moreruela envían una docena de monjes con el objeto de finalizar su fundación. En la capilla mayor de la iglesia, consagrada en 1172, se colocaron los tres sepulcros que Sancha Ponce mandó a labrar: uno para su difunto esposo, otro para un hijo que ya había fallecido, y otro para ella, que falleció años después en 1176.
Además de los fundadores y otros miembros de su linaje, otros nobles leoneses, como Aldonza Alfonso de León, hija ilegítima del rey Alfonso IX de León, y su esposo Pedro Ponce de Cabrera, nieto de los fundadores, fueron sepultados en la iglesia del monasterio. Hacia 1249 se terminó de construir una nueva iglesia, según consta en una bula del papa Inocencio IV.
También fueron sepultados en la iglesia Suero de Quiñones —pariente de su homónmo, el del Paso Honroso—, y su esposa Elvira de Zúñiga. Los sepulcros de ambos, realizados en mármol en el siglo XVI siguiendo el estilo de Pompeo Leoni, se encuentran actualmente en la Hispanic Society of America de Nueva York.
El monasterio permaneció habitado hasta el año 1836, en que fue exclaustrado durante la Desamortización de Mendizábal. Esta situación causa el abandono de los edificios. El arqueólogo Manuel Gómez-Moreno en un viaje que realiza por el norte de España a comienzos del siglo XX ya describe y cataloga los restos del conjunto.